# Пігмаліон (цар Тіра)
Пум'ятон, Пігмаліон (фінік. , дав.-гр. Πυγμαλίων) — цар Тіра і Сідона в 831-785 до н. е.).
Син і наступник Маттана I, брат Дідони. За легендою, убив сестриного чоловіка Сіхея, щоб заволодіти його багатством. Спочатку регулярно сплачував данину, підтвердивши залежність від Ассирії у 805/804 році до н.е. У 780-х роках до н.е. зумів домогтися фактичної незалежності, скориставшись внутрішніми складнощами ассирійських царів. Втім за його панування або після смерті Пігмаліона Сідон отримав самостійність.